# Đặng Việt Châu
Đặng Việt Châu (2 tháng 7 năm 1914  –  21 tháng 5 năm 1990) tên khai sinh là Đặng Hữu Rạng sinh ở làng Bách Tính xã Nam Hồng, huyện Nam Trực, tỉnh Nam Định. Ông là con thứ ba của Tú tài Hán học Đặng Hữu Mai.
Đặng Hữu Mai là một nhà nho có tiết tháo, không chịu cộng tác với chính quyền thực dân Pháp mà làm nghề dạy học tư cho đến lúc qua đời.

## Hoạt động

### Trước 1945
Đặng Hữu Rạng vốn thông minh nên được cha mẹ cho ăn học. Sau khi học xong tiểu học kiêm bị, năm 1929 trúng tuyển vào Trường Thành Chung Nam Định. Lúc này ở Nam Định có phong trào yêu nước khá sôi nổi, Việt Nam Quốc dân Đảng và Thanh niên cách mạng đồng chí Hội đều có cơ sở và ra sức tuyên truyền giác ngộ thanh niên học sinh.
Cuối năm 1929, Đặng Hữu Rạng tham gia Học sinh đoàn Việt Nam Quốc dân Đảng nhưng sau sự kiện khởi nghĩa Yên Bái, hầu hết học sinh đoàn ở Nam Định không hoạt động nữa. Đặng Hữu Rạng tiếp tục tham gia Hội học sinh đỏ, tham gia kỷ niệm Cách mạng tháng Mười và vận động bãi khoá, chống viên đốc học người Pháp mạt sát khinh bỉ học sinh bản xứ.
Do mật thám Pháp lùng bắt, Đặng Hữu Rạng phải bỏ trốn, xin với Xứ uỷ viên Bắc Kỳ Phạm Văn Ngọ (tức Ngạn) cho thoát ly hoạt động và được cho đi "vô sản hoá" ở Hải Phòng. Đảng bộ Hải Phòng đưa ông ra làm công nhân ghép cốp pha ở công trường mở rộng nhà máy Xi măng.
Tháng 3, 1931, Đặng Hữu Rạng được Chi bộ cộng sản Xi măng kết nạp vào Đảng Cộng sản Đông Dương. Sau đó do bị lộ nên ông bỏ việc trốn sang nhà ông cậu ở bên phố làm nghề gia sư nhưng vẫn giữ mối liên hệ với chi bộ Xi măng.
Tháng 6, 1931, Bí thư Xứ uỷ lâm thời Trần Quang Tặng thấy ông có trình độ văn hoá nên lấy ông về cơ quan Xứ uỷ đặt tại Hải Phòng làm công tác biên tập báo Tiến lên, cơ quan ngôn luận của Xứ uỷ.
Ngày 4 tháng 2 năm 1932, ông bị Pháp bắt và giam ở nhà lao Hải Phòng 8 tháng để tra khảo nhưng không khai thác được gì. Sau toà đại hình Hà Nội kết án 5 năm tù rồi đày đi Sơn La. Đến khi Mặt trận nhân dân Pháp lên cầm quyền, ông được tha vào tháng 8 năm 1936, nhưng bắt phải về nguyên quán.
Tháng 9, 1936, ông cùng 4 đồng chí nữa lập ban Liên tỉnh Nam Định, Thái Bình, Hà Nam, Ninh Bình, và liên lạc được với đồng chí Đinh Xuân Nhạ tức Trần Quý Kiên, rồi với các đồng chí Nguyễn Văn Cừ, Tô Hiệu... 
Hội nghị tháng 11 năm 1937 tại phố Hàng Bột, Hà Nội quyết định lập lại Xứ uỷ Bắc Kỳ gồm 5 người. Đặng Hữu Rạng tham gia Ủy viên Xứ uỷ, phụ trách khu C gồm 4 tỉnh Nam Định, Hà Nam, Thái Bình, Ninh Bình. Ông đã cùng các đồng chí khác lãnh đạo phong trào đấu tranh công khai và mở đại lý báo Đời nay ở Nam Định. 
Tháng 8, 1939 mật thám Pháp bắt ông ở đại lý báo, nhưng chỉ giam ít ngày rồi phải thả vì không có chứng cứ, buộc tội.
Biết không thể ở quê được, ông trốn lên Hà Nội, nhưng mật thám vẫn tìm ra dấu vết và bắt giam đưa đi căng Bắc Mê đến tháng 8 năm 1942 mới được tha, nhưng bị quản thúc. 
Cuối năm 1943, Nguyễn Lương Bằng liên hệ và sau đó bố trí cho ông thoát ly hoạt động. 
Tháng 12 năm 1944 Đặng Hữu Rạng tham gia phái đoàn ngoại giao do Hoàng Quốc Việt lãnh đạo từ Hải Phòng sang Quảng Tây, Trung Quốc, nhờ Hồ Chí Minh hướng dẫn giúp đỡ phái đoàn mới thoát khỏi tay tướng Trương Phát Khuê.
Tháng 5 năm 1945, sau khi về nước, Xứ uỷ giao cho nhiệm vụ về giúp Ban cán sự tỉnh Vĩnh Yên. ở đây, ông cùng các cán bộ của Xứ uỷ như: Đinh Đức Thiện, Khuất Thị Bưởi lãnh đạo phát triển phong trào Việt Minh ở các huyện Vĩnh Tường, Yên Lạc, Bình Xuyên, Tam Dương và Lập Thạch.

## Sau năm 1945
Khi Nhật đầu hàng Đồng minh, ông cùng Ban cán sự lãnh đạo khởi nghĩa giành chính quyền ở 5 huyện trên. Ban cán sự tỉnh cử ông làm Chủ tịch Uỷ ban nhân dân cách mạng lâm thời tỉnh Vĩnh Yên. Ông cũng được bầu là đại biểu Quốc hội liên tục từ khoá I đến khoá VI.
Tháng 4 năm 1946 được điều về làm Chánh Văn phòng Bộ Nội vụ, năm 1947 là Đặc phái viên Bộ Nội vụ tại Thanh Hóa, Ủy viên Ủy ban Hành chính tỉnh Thanh Hóa (21/2/1947- ).
Trong kháng chiến chống Pháp, ông giữ nhiệm vụ Phó Chủ tịch Ủy ban kháng chiến hành chính khu IV, Khu uỷ viên (10/1948-4/1950), rồi Thứ trưởng Bộ Kinh tế.
Từ năm 1955 đến khi qua đời (1990) ông lần lượt giữ nhiều trọng trách: Ủy viên Tiểu ban Kế hoạch nhà nước của Quốc hội , Phó Chủ nhiệm Thường trực Ủy ban Kế hoạch Nhà nước, Bộ trưởng Bộ Tài chính (1965 - 1974), Phó Thủ tướng Chính phủ , kiêm Tổng Giám đốc Ngân hàng Nhà nước Việt Nam, Bộ trưởng Bộ Ngoại thương , Bộ trưởng Phủ Thủ tướng .

## Vinh danh
Tại thành phố Nam Định nay có một con đường mang tên ông.
Năm 2007 ông được Nhà nước Việt Nam truy tặng Huân chương Sao Vàng.